# Tetrorchidium robledoanum
Tetrorchidium robledoanum är en törelväxtart som beskrevs av José Cuatrecasas. Tetrorchidium robledoanum ingår i släktet Tetrorchidium och familjen törelväxter. Inga underarter finns listade i Catalogue of Life.